# Новое (Конотопский район)
Новое (укр. Нове) — село,
Присеймовский сельский совет,
Конотопский район,
Сумская область,
Украина.
Код КОАТУУ — 5922086905. Население по переписи 2001 года составляло 38 человек.

## Географическое положение
Село Новое находится на расстоянии в 2 км от правого берега реки Сейм.
На расстоянии в 1,5 км расположены сёла Присеймье, Озаричи и Любитово (Кролевецкий район).